# NGC 3127
NGC 3127 ist eine Spiralgalaxie vom Hubble-Typ Sb im Sternbild Wasserschlange am Südsternhimmel. Sie ist rund 199 Millionen Lichtjahre von der Milchstraße entfernt.
Das Objekt wurde am 1. Januar 1886 von Francis Leavenworth entdeckt.